# Raven Ruëll
Raven Ruëll (Knokke, 1978) is een Belgische theaterregisseur, -acteur en -auteur.

## Levensloop
Ruëll groeide op in Vorst en liep school in Ukkel. Secundair onderwijs volgde hij aan het Sint-Jan Berchmanscollege en de Kunsthumaniora Brussel, waar hij zich laafde aan film, dans en theater. Hij ging theaterregie studeren aan het RITS, waar hij in 2001 afstudeerde. In 2002 maakte hij Het leven en de werken van Leopold II, een stuk dat een decennium lang werd opgevoerd in de Koninklijke Vlaamse Schouwburg. Sinds 2004 maakt hij deel uit van de artistieke kern van het Kortrijkse Theater Antigone onder leiding van Jos Verbist. Samen maakten ze onder meer Tribuna(a)l over het Belgisch rechtssysteem. Hij werkte intens samen met Bruno Vanden Broecke aan onder meer Missie (2007), Para (2016) en Ouder Kind (2019).